# Хаџи Мустафа-паша
Хаџи Мустафа (рођен 1733 — убијен 15. децембра 1801 у Београду, тур. Hacı Mustafa Şinikoğlu Paşa); је био паша Смедеревског санџака од 1793. до 1801.
Дошао је на позицију београдског мухафиза  захваљујући везама са ваљевским кнезом Алексом Ненадовићем. Наследио је Абу Бекира, и остао запамћен по веома добром односу према српској раји, због чега су га и називали „српском мајком“ или „српским оцем“.
Кажу да је за време његове владавине живот Срба у Османском царству био подношљив.
Хаџи Мустафу су убиле дахије 15. децембра 1801. пошто су се вратиле од Осман Пазваноглуа, где их је Селим III протерао после Свиштовског мира 1791.